# Bitva u Jen-lingu
Bitva u Jen-lingu byla bitva, která se odehrála v roce 575 př. n. l. mezi armádami států Čchu a Ťin během Období Jar a podzimů. Armáda Čchu byla ve špatném stavu, čehož využil její protivník. Ten zaútočil na křídla armády Čchu, přičemž věděl, že její nejlepší jednotky jsou soustředěny v centru. Tato taktika zajistila armádě Ťin vítězství.